# Meurtre d'Ashley Ann Olsen
Ashley Ann Olsen était une Américaine vivant à Florence, en Italie, qui a été assassinée dans son appartement le 9 janvier 2016. Un immigré clandestin arrivé en Italie en provenance du Sénégal lors de la crise des migrants en Europe en 2015 a été arrêté et condamné pour meurtre.

## Le contexte
L'affaire a attiré l'attention comme l'un des nombreux meurtres commis par des migrants lors de la crise des migrants en Europe. Selon le New York Times, les agressions sexuelles du réveillon du Nouvel An en Allemagne ont « résonné en Italie », et le chef de la police de Florence a répondu aux inquiétudes relatives à la sécurité, « assurant au public que Florence était en sécurité » après le meurtre d'Olsen.

### Harcèlement sexuel
Le meurtre d'Olsen a été présenté comme un exemple du harcèlement sexuel que subissent les femmes, en particulier les jeunes femmes étrangères, dans les villes italiennes,.
Olsen a été tuée à un moment où l'opinion publique montrait son inquiétude concernant les agressions sexuelles de la part de migrants envers les femmes européennes. L'attention internationale se concentrait sur les agressions sexuelles commises au nouvel an en Allemagne qui ont eu lieu dans plusieurs villes juste avant que Olsen soit tuée. En janvier[Quand ?], le Danemark a débattu d'une proposition visant à interdire à quiconque ne pouvait pas parler le danois, l'allemand ou l'anglais d'entrer dans un bar ou une boîte de nuit, l'affaire Ashley Ann Olsen ne fait que réconforter ces decisions[pertinence contestée].

## La victime
Olsen est la fille de Walter et Paula Olsen, de Summer Haven, en Floride,,,. Elle est diplômée de l’Académie Saint-Joseph en 1999[réf. nécessaire]. Elle a déménagé à Florence en 2014 après la fin de son mariage avec le plongeur sud-africain Grant Jankielsohn et avec l'intention d'étudier l'art et de vivre près de son père, qui enseigne dans une école américaine à Florence,. Elle vivait dans un appartement du quartier Oltrarno de Florence lorsqu'elle a été assassinée.

## Meurtre, enquête et procès
Olsen, 35 ans, a été retrouvée morte dans son appartement du quartier Santo Spirito de Florence par son petit ami, l'artiste florentin Federico Fiorentini, le 9 janvier 2016. Des marques sur son cou indiquaient qu'elle avait été étranglée,.
Cheik Tidiane Diaw, un ressortissant sénégalais de 27 ans récemment entré en Italie en tant qu'immigrant clandestin, a été arrêté pour ce crime. Des témoins ont vu les deux personnes sortir ensemble d'une boîte de nuit à Florence le 7 janvier. Des caméras de sécurité dans la rue les ont enregistrés se rendant à l'appartement d'Olsen aux premières heures du 8 janvier. Après avoir identifié Diaw à l'aide d'une caméra de sécurité, la police l'a convoqué pour un interrogatoire et l'a arrêté sur la base de preuves ADN. L'avocat de Diaw, Antonio Voce, a déclaré que Diaw et Olsen avaient consommé de la cocaïne et de l'alcool.
L'enquêteur principal dans l'affaire, Giacinto Profazio, était impliqué dans l'affaire du meurtre de Meredith Kercher, une affaire avec laquelle l'assassinat d'Olsen est fréquemment comparée.
Le 9 février, le réexamen des bandes de sécurité par les autorités a montré que le suspect Diaw après son premier départ était rentré de nouveau dans l'appartement la nuit du meurtre et avait passé du temps à l'intérieur.
Les procureurs ont demandé à son encontre une peine à perpétuité, la peine la plus sévère en Italie,.

### Auteur
Le meurtrier Cheik Diaw est un immigré clandestin arrivé en Italie en 2015,. Selon le procureur, les analyses d'ADN d'un mégot de cigarette et d'un préservatif trouvés par les enquêteurs de la police dans la salle de bain d'Olsen ont conduit à l'arrestation de Diaw.
Diaw a été reconnu coupable de meurtre et condamné à 30 ans de prison.
Les avocats de l'accusé ont fait appel du verdict, mais la peine initiale de 30 ans de prison a été confirmée en janvier 2018.

## Médias
- Emission du procureur dans le Washington Post annonçant l'arrestation de Diaw
- Emission en ligne du New York Times